# M-クマル酸
m-クマル酸（英語: m-Coumaric acid）は、ヒドロキシケイ皮酸の一つで、ケイ皮酸のヒドロキシ誘導体である。フェニル基に置換するヒドロキシ基の位置により、o-クマル酸、m-クマル酸、p-クマル酸の3つの異性体が存在する。
m-クマル酸は食酢で見られる。